# Cota de malla
|  | No s'ha de confondre amb ausberg. |

Una cota de malla (en anglès: hauberk) és una armadura de malla que cobreix el tors, i de vegades cobreix els braços i cuixes. Al s.X a Catalunya, lloriga apareix figura en documents Catalans, paral·lelament amb el mot ausberg, tot i que lloriga ja es va reservar en aquests temps per a les defenses dels cavalls i no dels guerrers. El mot va ser substituït en part al s.XIII pel de gonió i al s.XIV es va imposar el terme cota de malla Els guerrers en la miniatura de la Bíblia de Rodes (segle XI) porten cota de malles, així com uns ausbergs d'escates, molt ben diferenciats als dibuixos.

## Història

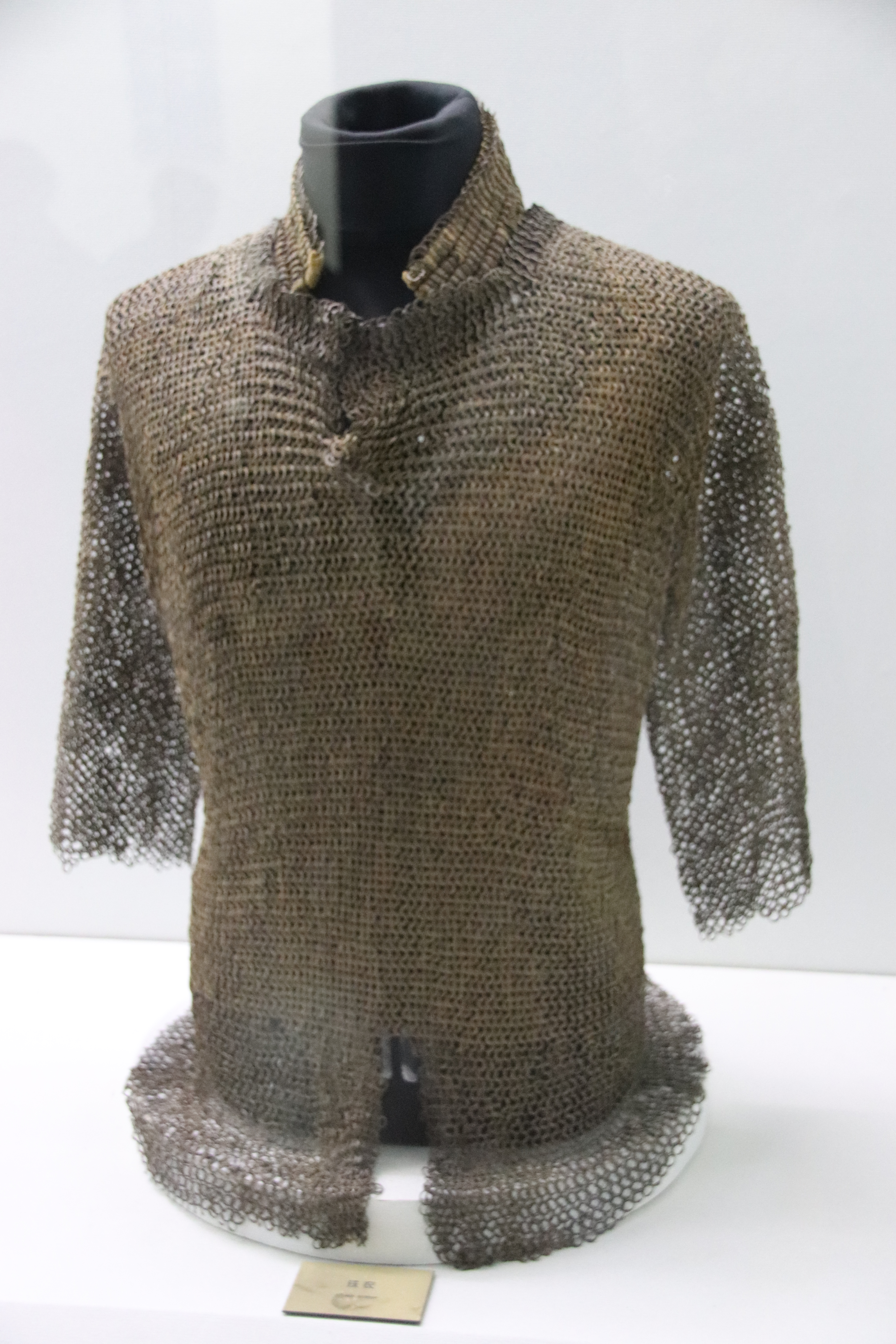
Museu del mausoleu reial de Xixia, Yinchuan, Ningxia, Xina

La primera menció de cotes de malla la fa indirectament Manetó de Sebennytos, egipci del III III . segle av. J.-C. No obstant això, les observacions que informen sobre ell, manquen de fiabilitat i estan subjectes a cautela. La cota de malla va ser usada per moltes cultures europees, africanes i asiàtiques, encara que el seu ús va ser menys comú a la Xina, on l'armadura laminar va ser molt més comú.
L'autor romà Varró atribueix la invenció de la cota de malla als celtes. Això ho corroboren els fragments de malla trobats a Ciumeşti (Romania), datats al voltant de l'any 300 a.C; i a Tiefenau (Berna, Suïssa), datats a principis del segle II a.C. Tanmateix, hi ha, un artefacte etrusc que data almenys del segle IV a. C: aquest objecte consisteix en una sèrie de cadenes d'anells connectades entre si que pengen d'una placa metàl·lica; podria haver tingut una funció defensiva, o ser una mena de pteruges. Els exèrcits romans van crear la seva versió de la cota de malla, la lorica hamata, i van estendre l'armadura de malla per tota la Mediterrània amb les seves conquestes.
A Europa i al Pròxim Orient, l'origen de la cota de malla s'ha atribuït durant molt de temps als celtes, la seva invenció va ser adoptada per les legions romanes, que van ser el principal vector de la seva difusió. No obstant això, sembla que aquest tipus d'armadura defensiva s'utilitzava ja al IV IV . dC pels etruscs. En realitat, Jean-Louis Brunaux, un arqueòleg especialitzat en civilització gal·la, dona fe de la veracitat del fet que la cota de malla és efectivament una invenció celta en nombroses obres.
La cota de malla va ser usada durant tota l'Edat Mitjana. El seu ús va anar decaient a Europa a partir del segle XIV, fins a la seva pràctica desaparició al segle XVI. Pel que fa al període víking, només es va trobar una cota de malla sencera a Noruega, així com fragments aïllats, a més es van trobar impactes d'anells de malla en els ossos i hi ha diverses mencions de cota de malla a la sagues, així com el fet que els víkings tinguessin molt contacte amb altres civilitzacions durant l'edat dels víkings confirma que la cota de malla era efectivament utilitzada pels víkings .

## Descripció

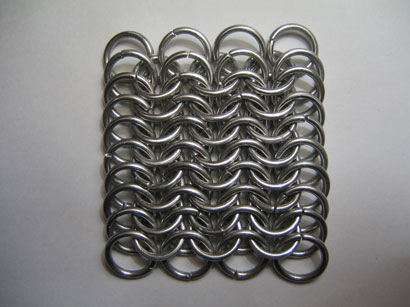
Detall d'unions de cota de malla.

Normalment, es construïa amb llaços de metall entrellaçats per formar una camisa de malla. De vegades, les mànigues només anaven fins al colze, però sovint eren de tot el braç, amb algunes que cobrien les mans amb una cara de cuir de guant flexible al palmell de la mà, o fins i tot guants de malla. Normalment era de la cuixa o del genoll, amb una fractura a la part davantera i posterior a l'engonal perquè el portador pogués muntar un cavall. De vegades incorporava una caputxa. La cota de malla protegeix molt bé dels talls i no tant bé de les armes punxants, però protegeix molt poc de les contusions per la seva flexibilitat. Per això, el fet de vestir una peça encoixinada a sota (per exemple un gambesó) es multiplica la seva efectivitat. Segons l'historiadora Kelly DeVries, "el hauberk probablement estava sobreposada, però no enganxada, a una roba interior gruixuda i encoixinada, l'habergeon".
Quan no es portava posada, podia guardar-se enrotllada i així ser transportada de manera més còmoda.Tot i que més lleugera que l'armadura de plaques, un hauberk podia ser bastant pesada prou lleugera per ser usada en batalla i amb prou feines dificultava la mobilitat del portador. L'autor de la Gesta Guillelmi de Guillem de Poitiers elogia la força de Guillem el Conqueridor esmentant que "portava sobre les seves pròpies espatlles tant el seu propi hauberk com el d'un dels seus seguidors, William fitz Osbern, conegut per la seva força corporal i coratge, a qui havia alliberat d'aquesta càrrega de ferro".

## Ausberg

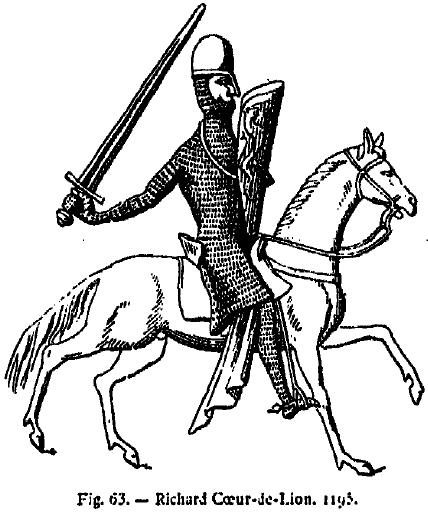
Segell de Ricard Cor de Lleó abillat amb una cota de malla (1195)

La cota de malla llarga o ausberg (en anglès: hauberk) és una cota de malla com una camisa que arriba almenys a la meitat de la cuixa i inclou mànigues que cobreixen les mans formant manoples de malla. El terme Haubergeon ("petit hauberk") s'utilitza generalment per descriure la roba interior encoixinada que s'utilitza amb un hauberk, però els termes de vegades s'utilitzen indistintament.
A Europa, va ser el tipus de protecció predominant per als cavallers als segles XII i XIII, abans de l'auge de l'armadura de plaques. Els infants no sempre podien pagar-se camisotes, així que alguns portaven almòfars i els una mica més adinerats cotes de malla. Al tapís de Bayeux hi figuren exemples d'aquest tipus de cota de malla. La paraula hauberk es deriva o bé de la paraula protogermànica o fràncica halsaberg . Originalment descrivia el mantell de bisbe, una petita peça de malla que protegia (bergen, 'resguardar') el coll (Hals).

### Galeria

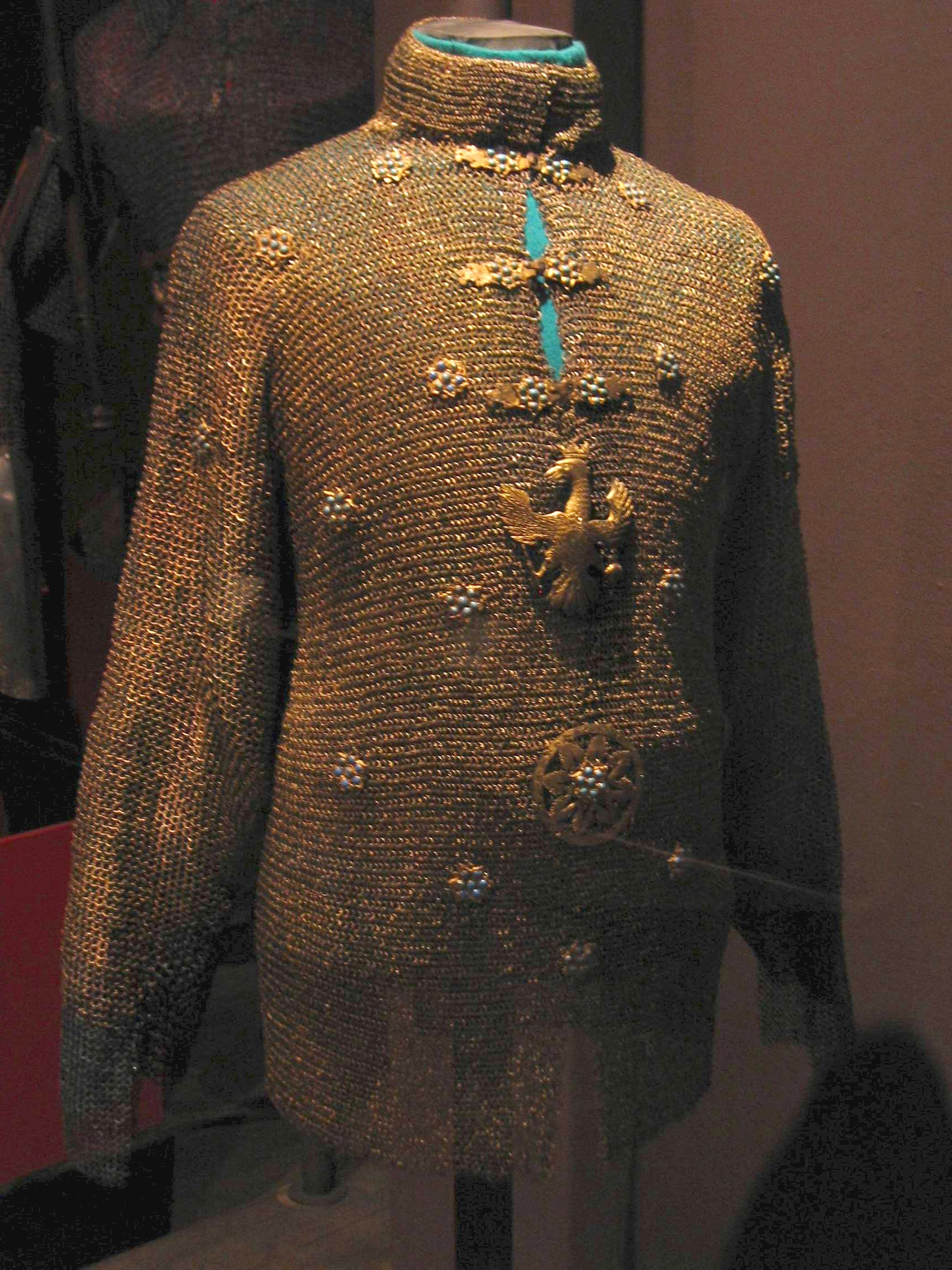
Ausberg polonès
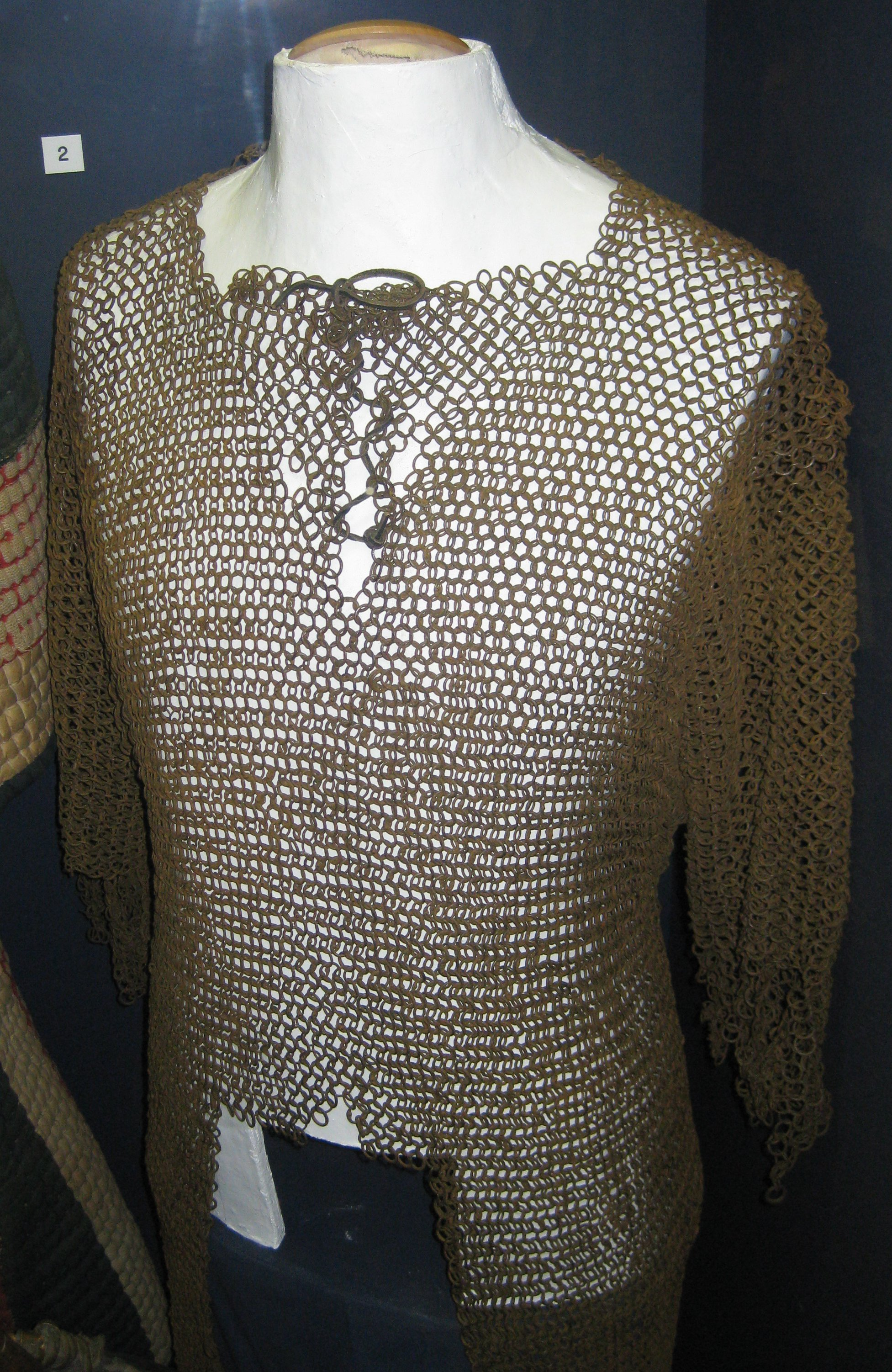
Ausberg sudanès
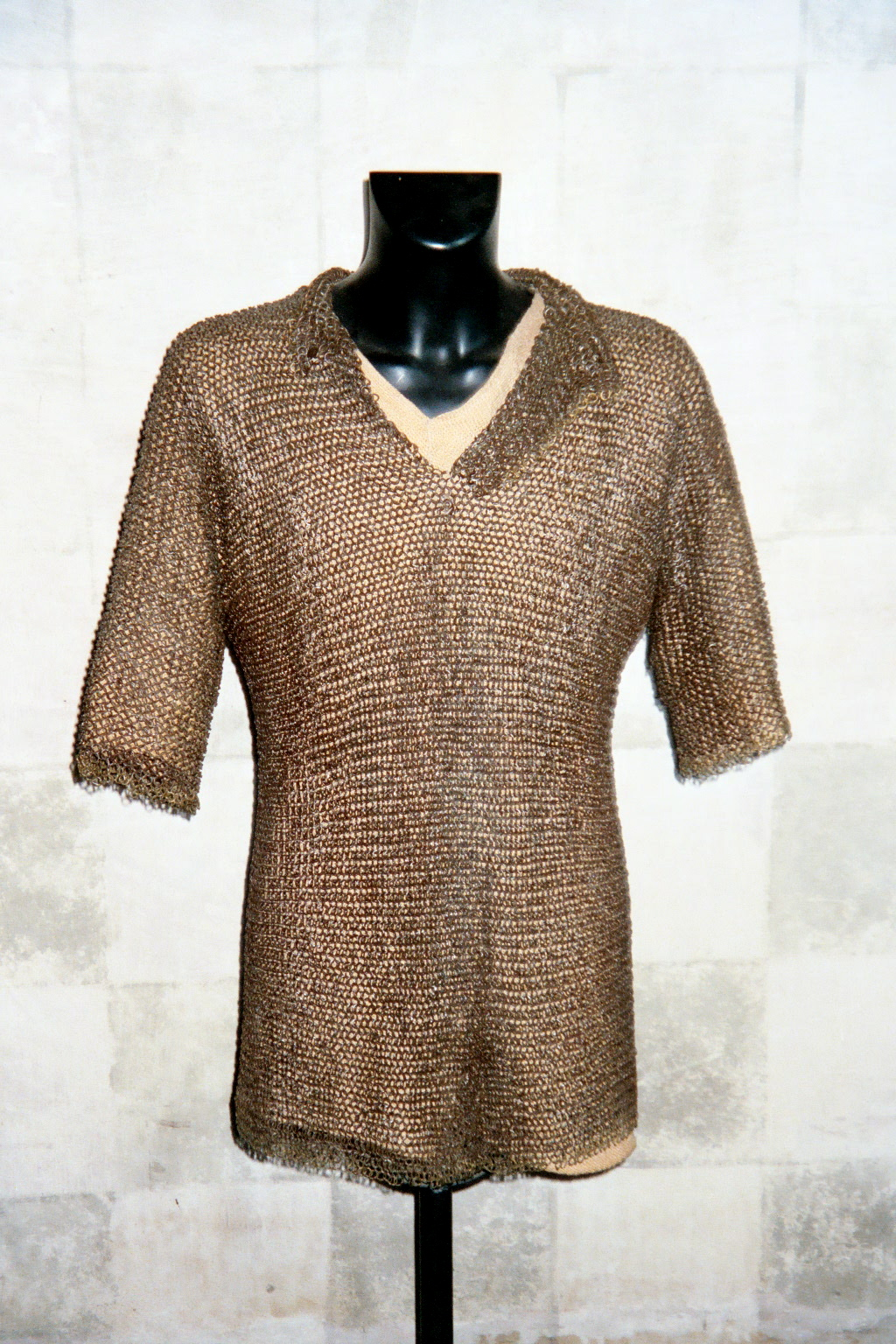
Ausberg europeu
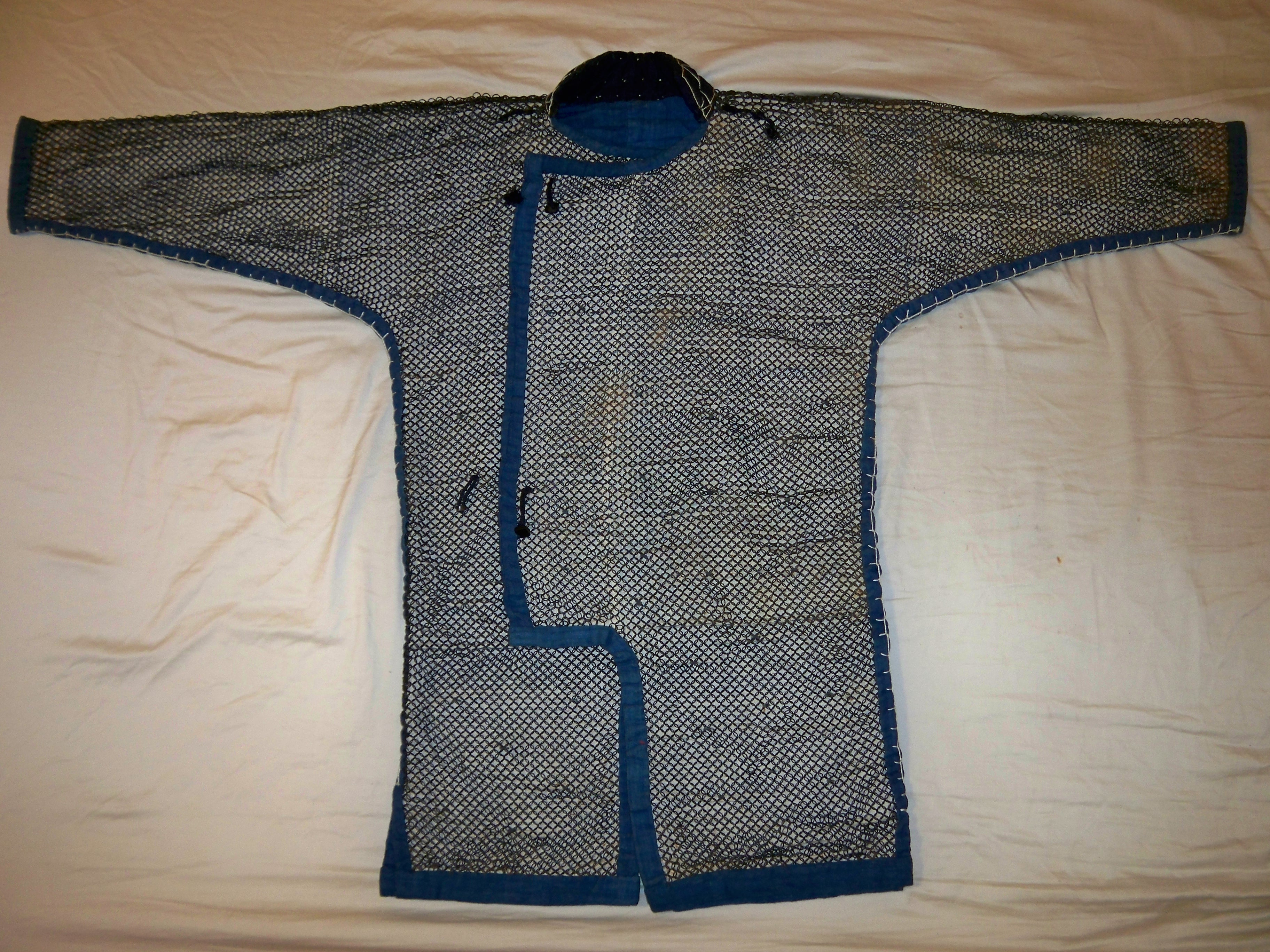
Ausberg japonès
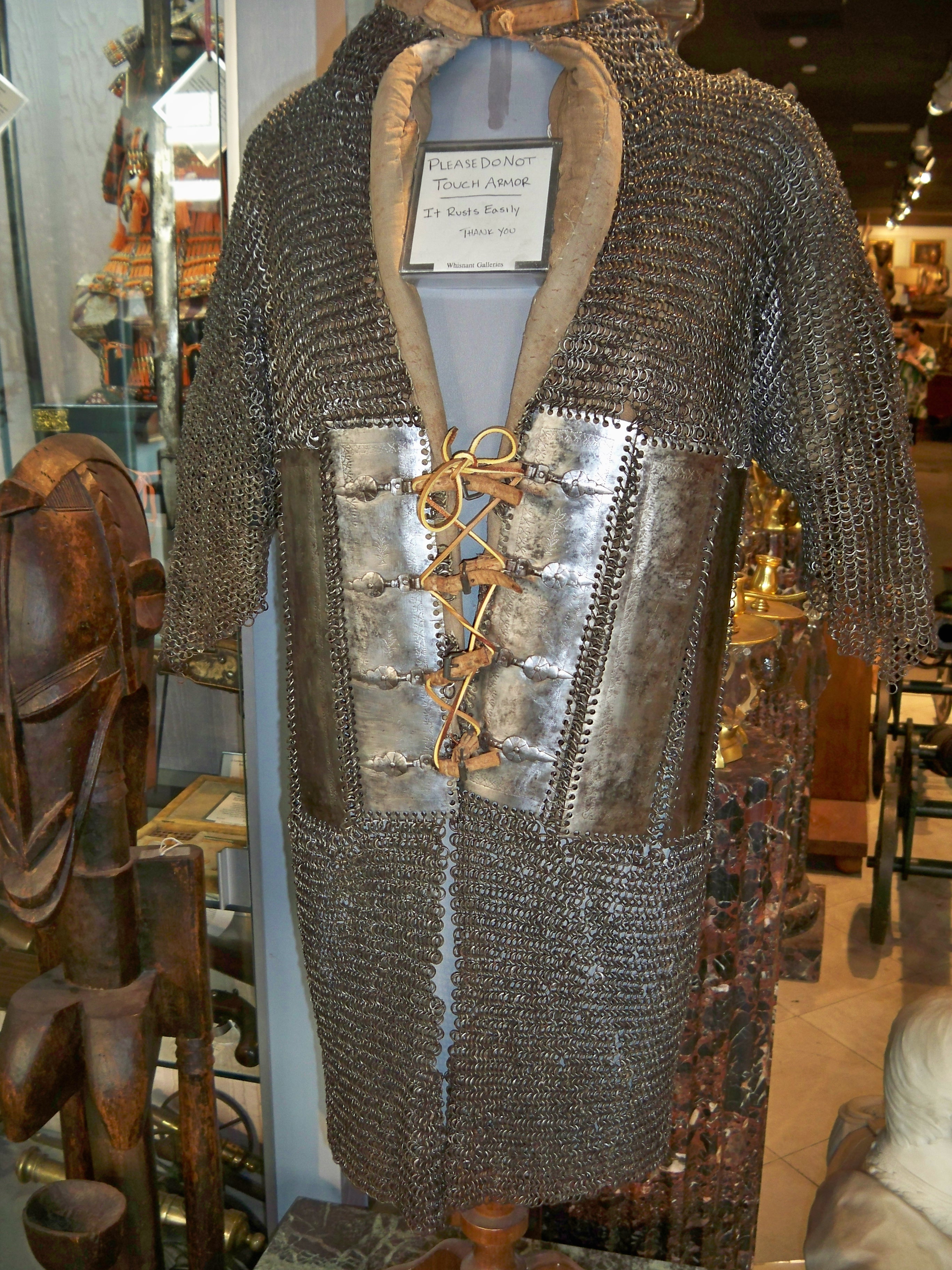
Ausberg de plaques

## Lorica hamata

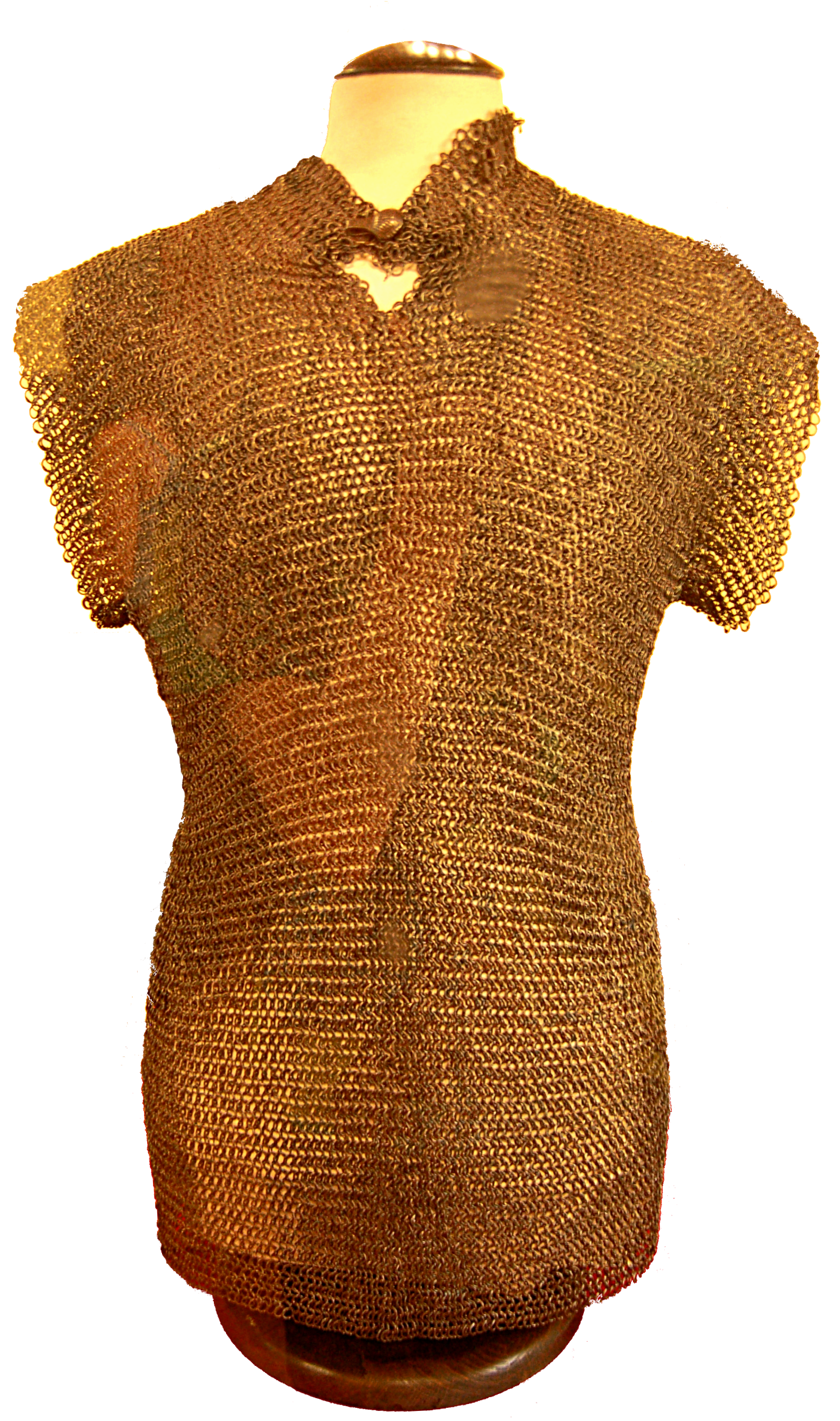
Cota de malla medieval; Musée du Moyen-Âge, París

La cota de malla (lorica hamata en llatí) va ser l'armadura típica a l'imperi Romà abans de la introducció de la lorica segmentata (armadura segmentada) i va continuar en ús entre els auxiliars i legionaris durant tot el període imperial. No es coneix la proporció d'ús entre hamata i segmentata entre els legionaris durant el segle I, però és possible que la primera fos més popular pel cost més baix. La cota de malla era usada també pels vexillarii i signiferii (portadors de banderes i ensenyes), els músics, els centurions i les tropes auxiliars. A finals del segle I, les tropes auxiliars van deixar d'utilitzar-la, encara que en els relleus del Tropaeum Traiani encara se'ls representa amb ella.
Normalment la cota romana no tenia mànigues o eren molt curtes, 12 o 13 cm com a màxim, i arribava fins a la meitat de la cuixa. Les cotes de malla acabades en ziga-zaga que es poden veure a la columna Trajana podrien ser invenció de l'artista, atès que no s'ha trobat cap exemplar amb aquest aspecte. Per aconseguir la màxima protecció era aconsellable vestir a més un subarmalis encoixinat sota la cota de malla.
Les espatlles estaven protegides a més a més per una peça de malla en forma d'U unida a la cota per darrere amb una fila d'anells. Els braços de la «U» queien cap endavant al voltant del coll, i s'unien a sobre de l'estern mitjançant botons reblats a un component metàl·lic amb ganxos als seus extrems. Aquest enganxi solia ser de bronze fos, encara que també podia confeccionar-se amb una planxa de llautó o ferro. La vora d'aquesta protecció per a les espatlles solia estar cosida amb una tira de pell o tela doblegada. Per a la cavalleria auxiliar i alguns oficials, tenia una forma circular, semblant més una capa curta unida per davant amb un passador. Aquesta variació podria tenir origen cèltic .

## Ús actual
Avui dia, hi ha armilles de malla per protegir contra punyalades i vestits de malla per bussejar prop de taurons. Alguns participants en recreacions històriques o esdeveniments de rol en viu elaboren les seves pròpies cotes de malla de manera artesana. Això comporta una gran quantitat d'hores de treball, cosa que es reflecteix en el preu. Els artesans experimentats aconsegueixen fer-ne una en 2 o 3 setmanes mentre que els principiants triguen mesos.

## Literatura
Les cotes de malla han estat esmentades en obres literàries de diverses maneres.
- c1400. Ibn Hudhayl. Va escriure el llibre Kitab túhfat al-anfus wa-xiar sukkan al-Àndalus, del qual ell mateix en va redactar una versió abreujada amb el títol Kitab hílyat al-fursan wa-xiar aix-xujan, que són un tractat sobre cavalls, equitació i armes destinat a formar els cavallers nassarites en les lluites a cavall. Louis Mercier va donar a conèixer el segon dels tractats (París, 1922) i el va publicar en francès amb el títol La parure des cavaliers et l'insigne des preux de Ben Hoḍeiel el Andalousy (París, 1924). Més recentment María Jesús Viguera n'ha fet una traducció al castellà amb el títol Gala de caballeros y blasón de paladines (1977).[18]
  - El capítol XVIII de la traducció al castellà parla de «La cota de mallas». Tracta de diversos aspectes de les cotes de malles en els guerrers islàmics, incloent els noms de dues cotes del profeta Mahoma.
- 1764. «Paseos por Granada y sus contornos».[19]
- 1812. L’obra «Glosario de voces de armería» recull moltes dades de les cotes de malla.[20]
- 1905. En una obra de Frederic Soler, que recorda el material típic de les malles: l'acer.

| «                    | Esmola qu’esmola, fes dagues daguer; fes dagues que passin; les malles d’acer. | » |
| — Lo ferrer de tall. |                                                                                |   |

- 1954. A l’obra El Senyor dels Anells s'esmenta una cota de malla de «mithril», que vestirà Bilbo com a protecció.[22]